# Jorehaut Tea Company
La Jorehaut Tea Company est une entreprise de production de thé concurrente de la société de l'Assam à partir de 1859.

## Historique

### Création
Lord William Bentinck fonde le Comité du thé en Inde le 1er février 1834. Il comprend sept agents de la Compagnie des Indes orientales, trois marchands de Calcutta et deux notables indiens. La tâche du Comité est d'évaluer les possibilités de plantation, d'exploitation et de commercialisation du thé en Inde. En juin 1839, le groupe décide de se renommer en société de l'Assam.
En 1859, la Jorehaut Tea Company est créée pour faire concurrence à la société de l'Assam. Elle achète trois plantations des Williamson : Cinnemara, Oating et Koliabar, qui produisent en tout plus de 70 tonnes. En 1865, la production s'élève à 163 tonnes. La même année, Williamson senior entre en conflit avec le président de la société : il refuse de faire cultiver les plants au-delà des capacités de la main-d'œuvre disponible, malgré la grande surface non cultivée.
En 1865-1866, une grande quantité de thé de mauvaise qualité s'est mal vendue et les sociétés n'arrivent pas à couvrir leurs frais. Toutes les compagnies sont touchées, même les plus anciennes et reconnues : la Jorehaut Tea Company doit abandonner 25 hectares en 1867.

### Période moderne
En 1948, un livre sort sur l'histoire de la Jorehaut Tea Company.
L'entreprise est rachetée en 1983. Dans les années 2020, elle opère 4 plantations d'environ 2000 hectares au total, produisant plus de 9000 tonnes de thé par an.